# Entesa per Sabadell
L'Entesa per Sabadell és un moviment cívic i polític que aplega persones amb inquietuds i sensibilitats diverses que comparteixen un projecte de progrés per a Sabadell.
Fou creada com a coalició ampla formada per Esquerra Unida i Alternativa, Iniciativa per Catalunya, independents vinculats al PSUC i al PSC i la Candidatura d'Unitat Popular, arran de les eleccions municipals de 1999. La cap de llista fou Dolors Calvet, que va obtenir 10 regidors i va fer d'oposició municipal al PSC. Tot i això, IC primer i després EUiA i abandonaren la coalició i a les eleccions municipals del 2003 va obtenir 2 regidors: Isidre Soler i Nieves Garcia. A les eleccions municipals del 2007 va tornar a obtenir dos regidors: Isidre Soler i Virgínia Domínguez. El 2009, la Candidatura d'Unitat Popular va anunciar que deixava la coalició per presentar-se en solitari a les eleccions municipals de 2011. La cap de llista a les eleccions del 2011 fou Virgínia Domínguez, i Entesa tragué de nou dos regidors mentre la CUP no en treia cap. En les eleccions municipals del 24 de maig de 2015, es presentà juntament amb la CUP i el Moviment Popular de Sabadell, sota el nom de Crida per Sabadell, i fou la quarta llista més votada, amb 4 regidors.